# Научная библиотека ОНУ имени И. И. Мечникова
Научная библиотека Одесского национального университета имени Ильи Мечникова (укр. Наукова бібліотека Одеського національного університету імені Іллі Мечникова) — одна из старейших библиотек Украины. Она была основана в 1817 году как библиотека Ришельевского лицея, а в 1865 году вошла в состав Новороссийского университета.

## Фонды
Книжные фонды библиотеки составляют около 4,5 млн единиц хранения (в 1915 году их было 314 133 единиц, а в 1959 — 1,5 млн).
В отделе редких книг и рукописей хранятся старинные и особо ценные печатные издания, отобранные из основного фонда хранения. Вместе с именными коллекциями библиотеки фонд отдела насчитывает более 100 тысяч единиц хранения.
Инкунабулы в собрании библиотеки представлены работы по вопросам права, истории и математики, изданные в Нюрнберге, Падуе и Венеции. Среди них выделяется «Всемирная хроника» («Chronicon mundi») немецкого учёного-гуманиста Хартмана Шеделя (1493).
Коллекция изданий XVI века включает в себя около 500 томов на латыни, французском, немецком, итальянском, чешском, польском, греческом, английском, испанском, каталонском, датском и церковно-славянском языках, в том числе — около 100 палеотипов (изданий первой половины XVI века) по истории, географии, языкознанию, математике, естественным и политическим наукам, а также по другим дисциплинам.
К собранию изданий XVII—XVIII веков относятся произведения известных европейских философов, теологов, юристов, писателей, путешественников того времени. В фондах библиотеки представлены прижизненные издания политических и исторических трактатов Гуго Гроция, Томаса Гоббса и Джона Мильтона, труды знаменитого итальянского анатома, ботаника и физика Марчелло Мальпиги, английского физиолога Уильяма Гарвея, французского мыслителя Жака-Бениня Боссюэ и многих других. В состав коллекции также входят книги печатников Эльзевиров (Нидерланды), занимавших ведущие позиции в книжном издательстве XVII века.
Научная библиотека обладает большим собранием описаний путешествий, изданных в XVII—XVIII веках. Они содержат рассказы о географических экспедиций во все части мира, а также путешествиях по Украине и России.
Отечественное книгопечатание XVII века представлено многочисленными изданиями печатного двора Киево-Печерской лавры: «Літургіаріон си есть Служебник… Петра Могили» (1639); «Ключ разумения священникам законным (монахам) и светским» Иоанникия Галятовского (1659); «Постановление о вольностях войска Запорожского» (1659); «Синопсис, или краткое собрание от разных летописцев о началах славенороссийского народа…» Иннокентия Гизеля (1678).
Коллекцию книг XIX—XX веков составляют преимущественно библиофильские издания, являющиеся памятниками культуры и замечательными образцами печатного искусства, в том числе малотиражные и миниатюрные издания. В ней выделяется роскошное издание 1892 года произведения выдающегося историка византийского искусства Никодима Кондакова «История и памятники византийской эмали».
Среди редких украинских книг, хранящихся в библиотеке, выделяются альманах «Русалка Днестровая» (Буда, 1837), многочисленные прижизненные и редкие издания классиков украинской литературы — Ивана Котляревского, Тараса Шевченко, Ивана Франко, Леси Украинки. Имеется также коллекция российских нелегальных и запрещённых книг XIX века (всего около 170 единиц).
В библиотеке старательно собраны местные издания, освещающие политическую, научную, культурную и хозяйственную жизнь Одессы со времени её возникновения и по сей день. Фонд старопечатных книг, редких изданий и рукописей научной библиотеки Одесского национального университета имени И. И. Мечникова является объектом национального достояния (НН) (постановление Кабинета Министров Украины от 22 сентября 2004 г. за N 124).
В фондах хранятся также библиотеки семьи Воронцовых (более 60 000 единиц) и А. Г. Строганова (около 40 000 единиц).